# Indigofera banii
Indigofera banii är en ärtväxtart som beskrevs av N.D.Khoi och Gennady Pavlovich Yakovlev. Indigofera banii ingår i släktet indigosläktet, och familjen ärtväxter. Inga underarter finns listade i Catalogue of Life.